# Bảo Ái
Bảo Ái là một xã thuộc huyện Yên Bình, tỉnh Yên Bái, Việt Nam.
Xã Bảo Ái có diện tích 58,15 km², dân số năm 2019 là 8.028 người, mật độ dân số đạt 138 người/km².